# Jaco Pastorius

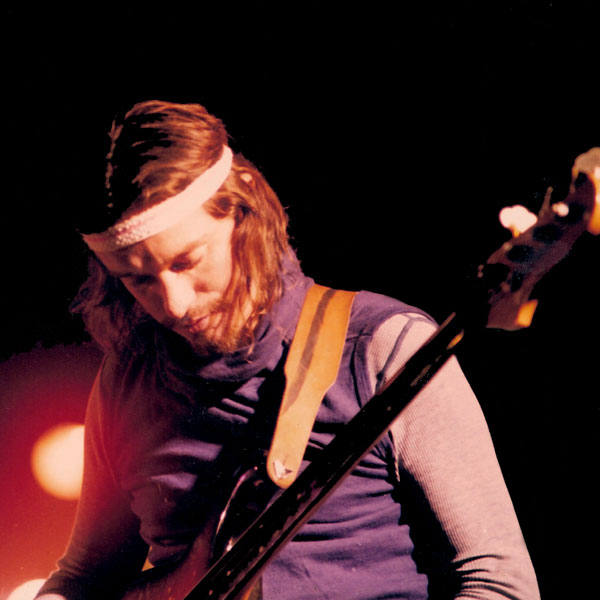
Jaco Pastorius auf einem Konzert, 1986

John Francis Anthony „Jaco“ Pastorius III. (* 1. Dezember 1951 in Norristown, Pennsylvania; † 21. September 1987 in Fort Lauderdale, Florida) war ein US-amerikanischer E-Bassist. Er spielte meistens einen bundlosen E-Bass und war einer der einflussreichsten Bassisten der jüngeren Musikgeschichte. Von 1976 bis 1981 war er Mitglied der Band Weather Report; er spielte im Laufe seiner Karriere mit Pat Metheny, Joni Mitchell, Al Di Meola, Herbie Hancock, John McLaughlin, Mike Stern, John Scofield und nahm Alben als Bandleader auf.
Er gab Solokonzerte nur mit dem E-Bass, beispielsweise im November 1979 auf den Berliner Jazztagen. Sein Bassspiel beinhaltete Funk, lyrische Soli und Flageoletttöne. Er ist der einzige E-Bassist unter sieben Bassisten in der Down Beat Jazz Hall of Fame.

## Biographie

### Kindheit und Jugend
Pastorius wurde am 1. Dezember 1951 geboren als Sohn des Schlagzeugers und Sängers John Francis Pastorius II. und dessen Frau Stephanie. Er war ein Nachfahre von Franz Daniel Pastorius. 1959 zog seine Familie nach Oakland Park im US-Bundesstaat Florida. Dort besuchte er später die Northeast High School, auf der er seine Leidenschaft für Sportarten wie Baseball, Basketball und Football entdeckte. Auch seine musikalische Karriere begann hier. Pastorius spielte in jungen Jahren Schlagzeug in mehreren Bands.
1964 erlitt er beim Football eine Handgelenksverletzung, die ihm das Schlagzeugspielen erschwerte. 1966 schloss er sich, als er noch auf der High School war, der Soul-Cover-Band Las Olas Brass an. Als sich ein erfahrener Schlagzeuger der Band vorstellte und gleichzeitig der Bassist die Band verließ, wechselte er mit 15 Jahren zum E-Bass.

### Musikalische Karriere

#### Erste Jahre
1969 spielte Pastorius in dem Trio Woodchuck mit Organist Billy Burke und Schlagzeuger Bob Herzog. Zu dieser Zeit nannte Pastorius Jerry Jemmott als maßgeblichen Einfluss, dessen Funk-Basslinien er in seinen eigenen Stil einbezog.
Anfang der 1970er begleitete Pastorius The Supremes und Nancy Wilson in den lokalen Clubs und spielte mit dem Soulsänger Wayne Cochran. Dadurch wurde er in der Clubszene in Florida schnell bekannt. 1972 lernte er Noten lesen. Sein mit Dead Notes angereicherter Funk-Groove war weit entwickelt, und er spielte schon virtuose Bass-Solos. Danach spielte er mit Ira Sullivans Band.
Als Mitglied der Hausband im Bachelors III Club in Fort Lauderdale kam es zur musikalischen Begegnung mit Paul Bley und Pat Metheny. 1974 veröffentlichte er das Album Pastorius/Metheny/Ditmas/Bley mit Bley, Metheny und Bruce Ditmas, das später auch unter dem Titel Jaco veröffentlicht wurde. Mit der Jazzrock-Band Blood, Sweat & Tears spielte er von Ende 1975 bis Anfang 1976.
1975 wirkte Pastorius bei Pat Methenys Debütalbum Bright Size Life mit. 1976 veröffentlichte er sein erstes Soloalbum Jaco Pastorius, an dem unter anderem Herbie Hancock mitwirkte und das für zwei Grammys nominiert wurde; produziert wurde es von Bobby Colomby, dem Schlagzeuger von Blood, Sweat & Tears.
1976 und 1977 spielte er auf Joni Mitchells Alben Hejira und Don Juan’s Reckless Daughter.

#### Weather Report 1976–1981

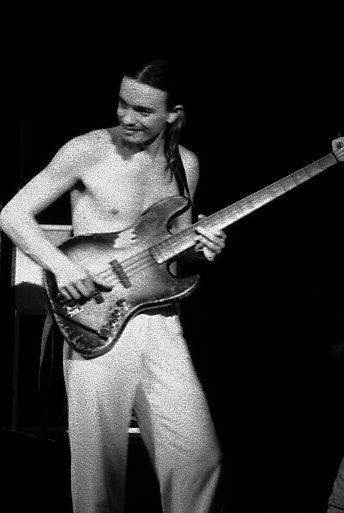
Jaco Pastorius 1977 mit Weather Report

Anfang 1975 stellte sich Pastorius in Miami nach einem Konzert der Gruppe Weather Report bei deren Leader Joe Zawinul mit dem Satz vor:

„My name is John Francis Pastorius III, and I'm the greatest electric bass player in the world.“

Nach einer spontanen Abwehrreaktion bat Zawinul ihn um ein Demoband. Nachdem Alphonso Johnson im Januar 1976 Weather Report verlassen hatte, wurde Pastorius im April 1976 während der Aufnahmen zum Album Black Market Mitglied der Gruppe. Er gehörte ihr bis 1981 an und war mit ihr sehr erfolgreich. Die „Jaco-Jahre“ (unter dem Titel The Jaco Years erschien 1998 auch eine Weather-Report-Compilation) gelten als die Hochphase der Gruppe. Auf den Alben Black Market (1976) und Heavy Weather (1977; mit dem Klassiker Birdland) „wurde eine künstlerische Geschlossenheit gefunden, wie sie auf späteren Alben kaum noch zu hören war.“ 1978 kam statt Alex Acuña der Schlagzeuger Peter Erskine zur Gruppe, der besser mit Pastorius harmonierte.

„Jede Band braucht eine Antriebskraft, einen Motor. Und in dieser Band war Jaco der Motor.“

Ab 1979 gab Pastorius auch Solokonzerte mit dem Bass, so etwa am 2. November bei den Berliner Jazztagen. Er spielte überdies auf dem 1979 aufgenommenen Album Shadows and Light von Joni Mitchell mit Pat Metheny und Michael Brecker.
Am 11. Juli 1981 spielte Pastorius sein letztes Konzert mit Weather Report.

#### Solo 1982–1984, Drogen und psychische Erkrankung
1981 nahm Pastorius sein zweites Soloalbum Word of Mouth auf und stellte dann seine gleichnamige Big Band Word of Mouth mit Peter Erskine am Schlagzeug zusammen. Weil für diese 1982 Konzerttermine gebucht waren, wollte Pastorius, dass Weather Report 1982 als Live-Band pausiert. Als in dieser Situation Weather Report vertraglich zu einer Tournee gezwungen wurde, nutzte Zawinul die Gelegenheit, den durch Alkoholprobleme unzuverlässig gewordenen Pastorius durch den Bassisten Victor Bailey zu ersetzen. Um 1980 hatte der Drogenkonsum von Pastorius begonnen, der sich zunächst auf Alkohol und Kokain beschränkte, später aber steigerte.
1982 tourte Pastorius mit seiner Big Band Word of Mouth. Bei der Japan-Tour wurden zunehmend bizarre Geschichten über Pastorius berichtet: Er malte sein Gesicht schwarz an und warf seinen Bass an der Bucht von Hiroshima ins Meer. Bei einer Party stürzte er von einem Balkon und brach sich den Arm. 1982 wurde bei ihm eine Bipolare Störung diagnostiziert.

„Jaco … wollte aber ohne Medikamente auskommen. In seinen hellen Phasen konnte er begeistern, doch die dunklen Phasen wurden häufiger und, verstärkt durch Alkohol und Kokain, auch intensiver.“

Im Mai 1983 erschien er auf der Titelseite der Guitar World, im August 1984 auf der Titelseite des Guitar Player.

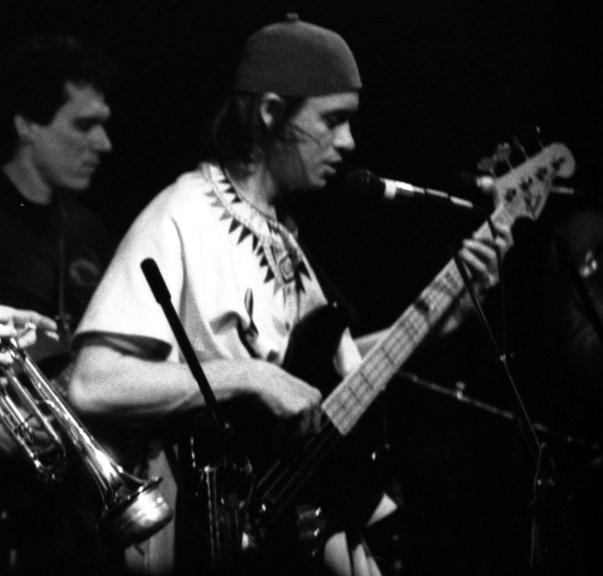
Pastorius 1986

### Obdachlosigkeit 1985–1987, Tod
1985 spielte er in New York regelmäßig mit Mike Stern im seinerzeit wichtigen Jazzclub 55 Grand; beide konsumierten ständig Kokain. Mitte 1985 verlor er seine Wohnung in New York und war von da an obdachlos. Er hauste in den West Fourth Street Courts, nahe dem Washington Square Park.
Im Sommer 1985 wurde sein Interview- und Lehrvideo Modern Electric Bass aufgezeichnet. Am Anfang des Videos wurde er vom Bassisten Jerry Jemmott interviewt. Auf die Frage, was er zu seiner Rolle als richtungsweisender Bassist sage, antwortete Pastorius: „Gebt mir einen Gig.“ Am Ende des Videos gab es eine Jam-Session mit Pastorius, John Scofield und Kenwood Dennard.
Im Frühjahr 1986 gab er Konzerte in Europa, mit Hiram Bullock, Kenwood Dennard und dem zwanzigjährigen Biréli Lagrène; drei Konzerte wurden aufgezeichnet. Aus dieser Zeit ein Jahr vor seinem Tod erschien posthum 1995 eine Kompilation seiner Soloparts aus verschiedenen Konzerten Honestly: Solo Live, über das Kritiker Thom Jurek schrieb:

„Es ist schön zu wissen, dass es eine historische Aufnahme seines Werts als Solo-Instrumentalist und Improvisator gibt. Er war eindeutig die Messlatte – musikalisch, technisch und emotional – und ist es wahrscheinlich immer noch.“

Im Juli 1986 wurde er in das Bellevue Hospital eingewiesen, wo er sieben Wochen blieb. Im Sommer 1986 hatte er fast alle seine sozialen Kontakte verloren und befand sich in einer Abwärtsspirale aus Alkohol und anderen Drogen. Im Dezember 1986 ging er zurück ins wärmere Fort Lauderdale, wo er ebenfalls obdachlos war.
Nachdem er zuvor von einem Santana-Konzert verwiesen worden war, weil er versucht hatte, auf die Bühne zu gelangen, randalierte Pastorius betrunken vor dem Midnight Bottle Club in Wilton Manors, weil ihm dort der Eintritt verwehrt wurde. Pastorius wurde daraufhin am 12. September 1987 morgens um 4:20 Uhr vom kampfsporterfahrenen Clubmanager zusammengeschlagen, am Ende fiel Pastorius mit dem Hinterkopf auf den Beton. Der Clubmanager sagte aus, dass er den Bassisten für einen aggressiven Drogenabhängigen gehalten habe. 
Nach neun Tagen im Koma starb Jaco Pastorius im Alter von 35 Jahren am 21. September 1987 um 22:00 Uhr an den Folgen seiner Verletzungen.

### Ehen und Kinder
Im August 1970 wurde Tracy Lee seine Frau, aus dieser Ehe stammten die Kinder Mary (* 1970) und John (* 1973). Die Ehe wurde 1979 geschieden.
1979 heiratete er Ingrid Hornmüller (1950–2011), Tochter einer Indonesierin und eines Deutschen. In dieser Ehe wurden 1982 Zwillinge geboren, die auch Musiker wurden: Felix Pastorius spielt Bass und Julius Pastorius Schlagzeug. Die Ehe wurde 1985 geschieden.

## Spielweise

Intro zu Portrait of Tracy mit Flageoletttönen (in der Tabulatur durch eckige Klammern gekennzeichnet).

Pastorius verwendete meistens den Steg-Tonabnehmer seines Basses, bei dem der Klang präziser und knackiger klingt.
Oft spielte er Dead-Notes, bei denen die Saite mit der Greifhand gedämpft wird. Ein Beispiel kann man im Chorus von Come On, Come Over (1976) hören:

Notenbeispiel aus Come On, Come Over
Dead-Notes sind durch ein × als Notenkopf gekennzeichnet.

Pastorius verwendete zudem häufig Flageoletttöne, z. B. in Portrait of Tracy (1976):

## Musikalische Bedeutung

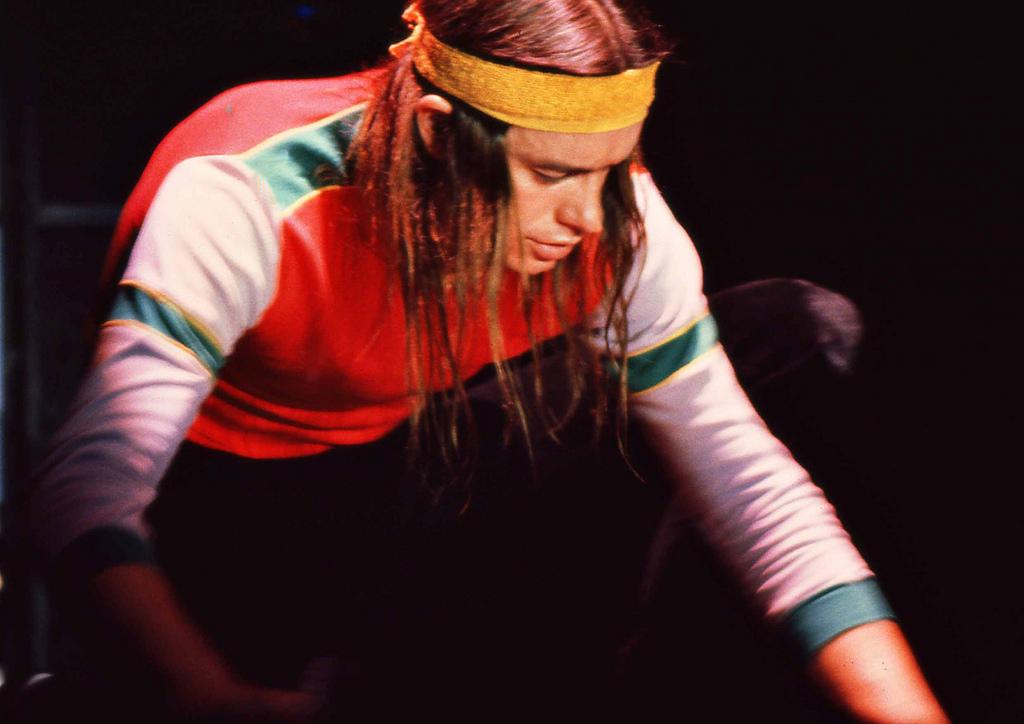
Jaco Pastorius spielt Flageoletttöne, sein Bass liegt auf dem Boden, 1980 mit Weather Report

Pastorius hat die Rolle des E-Basses durch seinen prägnanten Klang und sein virtuoses wie melodiöses solistisches Spiel entscheidend verändert. Seine rhythmisch präzise Spielweise mit schnellen Läufen unter Einbeziehung von Flageoletttönen in allen Lagen des Griffbretts setzte völlig neue Maßstäbe vor allem beim Spiel auf dem bundlosen Bass (Fretless Bass). Beispiele für seine revolutionäre Basstechnik ist seine zum Großteil aus Flageoletttönen bestehende Eigenkomposition Portrait of Tracy von seinem 1976 erschienenen Debüt-Album Jaco Pastorius, Donna Lee – wohl eine der virtuosesten Coverversionen dieses Jazzstandards – ebenfalls vom Debütalbum oder Joe Zawinuls Kompositionen A Remark You Made und Birdland (beide erschienen auf dem 1977 veröffentlichten Album Heavy Weather von Weather Report).

„In ‚A Remark You Made‘ lässt der besondere Ton des Basses die Melodie singen. Ich bin ein Komponist, der mit dem Klangbild arbeitet. … Als ich Jacos Klang hörte, fing ich an, ein Lied, basierend auf ihm und dem Saxophon und meinem kleinen Jive zu schreiben. … Niemand hatte einen besseren, saubereren Klang.“

Pastorius selbst sagte zum Klang des Instruments: 

„Piss off the amp and the instrument. It’s all in your hands.“

„Vergiss den Verstärker und das Instrument. Es liegt alles in deinen Händen.“

Viele Bassisten, zum Beispiel Marcus Miller oder Victor Bailey, wurden von Pastorius geprägt. Marcus Miller komponierte das Stück Mr. Pastorius, das er mit Miles Davis einspielte. Sein Einfluss auf nachfolgende E-Bassisten ist nur mit dem von Jimi Hendrix auf E-Gitarristen oder dem von Charlie Parker auf nachfolgende Saxofonisten vergleichbar.
Viele Bassisten unterstreichen die Bedeutung von Pastorius:

„Alles änderte sich mit ihm. Er zerfetzte, was vorher gewesen war. Er hat einfach die Regeln dessen verändert, was auf dem Bass möglich ist.“

„Das waren keine einfachen Töne. Sie hatten Gefühl, sie hatten Bedeutung, und sie hatten Charakter. So was kann man nicht lernen – Jaco konnte einfach das spielen, was er im Herzen hatte.“

„Wir stehen alle auf Jacos Schultern. Keiner kann ohne diesen Teil der DNA existieren. Wir brauchten Jaco, um dorthin zu kommen, wo wir heute stehen.“

„Jaco Pastorius war aber sicher der hellste Stern am Himmel der Musikerpersönlichkeiten, die ich getroffen habe, ob am Bass oder an anderen Instrumenten. Er sorgte dafür, dass unser Zusammenspiel immer eine angenehme Herausforderung war. Er war ein guter Freund. Und sein angeborenes Gefühl für Time, genau wie seine rhythmischen Fähigkeiten, waren so klar und artikuliert, wie man es sich nur vorstellen kann. Die Tatsache, dass Jaco früher als Schlagzeuger angefangen hatte und ein eifriger wie kluger Zuhörer war, verlieh ihm ein Rhythmusverständnis, das nur wenige Bassisten jemals haben werden. Jaco zählte Frank Sinatra genau wie Bernard Purdie zu seinen Einflüssen; Johann Sebastian Bach und Igor Strawinski waren für seine Ausbildung genauso wichtig wie die Bassisten Jerry Jemmott, Chuck Rainey, Ron Carter und James Jamerson. … Er konnte brettharte Rhythmen spielen oder den Bass lyrisch singen lassen. Wie er Sechzehntelnoten spielte, war unvergleichlich. … Sein karibischer Rhythmus auf dem Bass bestand aus Drum Patterns für die Conga, die er auf den Bass übertrug, durchsetzt von poetischen Melodielinien, die auf rätselhafte Weise nie den Groove unterbrachen.“

„Jaco Pastorius ist mein Held. Er war der erste Bassist, der erste, der mich inspiriert hat selber Bass zu spielen. Ich habe so großen Respekt für seine Musik und bewundere wie er gespielt hat.“

## Auszeichnungen und Ehrungen
Für sein Solo-Album Jaco Pastorius erhielt er 1977 zwei Grammy-Nominierungen. Eine für das ganze Album in der Kategorie Beste Jazz-Darbietung einer Gruppe (Best Jazz Instrumental Performance (Group)), die andere in der Kategorie Beste Jazz-Darbietung eines Solisten (instrumental) (Best Jazz Instrumental Performance (Soloist)) für seine Interpretation des Jazzklassikers Donna Lee. 1978 wurde er erneut als Bester Jazz-Solist für seine Leistung auf dem Weather-Report-Album Heavy Weather nominiert.
In der jährlichen Umfrage des Down Beat gewann Pastorius vielfach in der Kategorie Elektrischer Bass, von 1978 bis 1981 der Kritiker und Leser, von 1982 bis 1984 der Leser sowie 1988 in der Kategorie Hall of Fame der Leser.
1980 gewann er gemeinsam mit Weather Report einen Grammy für das Live-Album 8:30 in der Kategorie Beste Jazz-Fusion-Darbietung, Gesang oder instrumental. 1988 wurde Pastorius von den Lesern des Down Beat als einziger E-Bassist unter sieben Bassisten in die Jazz Hall of Fame gewählt.
Am 1. Dezember 2008, an dem Pastorius seinen 57. Geburtstag gefeiert hätte, wurde ein Park in seiner Heimatstadt Oakland Park in „Jaco Pastorius Park“ umbenannt.

## Instrumente, Equipment

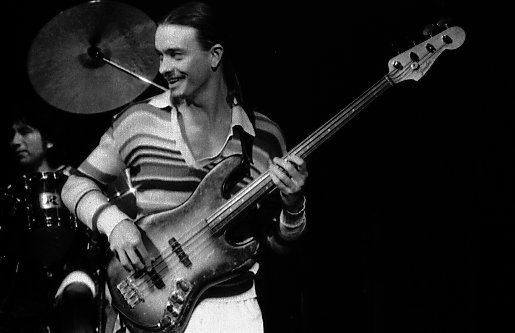
Jaco mit dem „Bass of Doom“ bei einem Konzert mit Weather Report, 1977

### Bässe
Seinen bekanntesten Bass, einen Fender Jazz Bass von 1962, der mit einem engen Hals versehen war, nannte Pastorius „bass of doom“ (deutsch: Schicksals-Bass). Er hatte die Bundstäbchen entfernt und die Schlitze mit Spachtelmasse gefüllt; nun spielte er bundlos (fretless).
Mit seinem Instrument schuf Pastorius einen „unvergleichlich musikalischen Ton, der sich blitzschnell ändern konnte von einem tiefen, langen Grollen in ein helles Jubilieren.“
Als sich Pastorius 1986 im New Yorker Central Park aufhielt, weil er obdachlos war, wurde ihm sein Instrument gestohlen. Im Mai 2008 tauchte es wieder auf; es wurde dem Musiker Will Lee übergeben, der die Echtheit des Instruments von Victor Wooten und Victor Bailey bestätigen ließ.
Fender gab eine bundlose Jaco-Pastorius-Version des Jazz-Basses heraus.
Während eines Deutschland-Aufenthalts im Jahr 1986 und den Aufnahmen zum Album Broadway Blues spielte Pastorius ein Instrument des deutschen Herstellers Framus, das heute im Museum des Unternehmens in Markneukirchen zu sehen ist. Pastorius spielte auch bundierte Bässe, beispielsweise einen Jazz Bass aus dem Jahre 1960, den er für 90 Dollar in Florida gekauft hatte.

### Verstärker
Pastorius benutzte für seine Auftritte zwei Acoustic-360-Verstärker aus dem Jahr 1968 mit je 200 Watt und 18-Zoll-Lautsprechern. Zu den Einstellungen am Verstärker sagte er dem Guitar Player Magazin:

“I usually put the bass setting all the way up and the treble about midway up, depending on the condition of strings. The older your strings are, the more treble you have to have, because the fidelity of the string really starts losing it after a while.”

„Normalerweise drehe ich den Bass-Regler voll und die Höhen ungefähr zur Hälfte auf, je nachdem, in welcher Verfassung die Saiten sind. Je älter die Saiten sind, desto mehr Höhen muss man haben, weil sich die Klangtreue der Saiten nach einiger Zeit wirklich verliert.“

Für Studioaufnahmen benutzte er keine Verstärker, sondern schloss seinen E-Bass direkt an das Mischpult des Toningenieurs an.

### Sonstiges
Er benutzte Rotosound-Swing-Bass-Saiten. Außerdem verwendete er eine markenlose Fuzzbox, ein Effektpedal, mit dem ein verzerrter, krachender Klang erzeugt werden kann. Auf Konzerten benutzte er häufig die Delay-Funktion des Pedals, mit der er bestimmte Teile der Bassline in Endlosschleife abspielen ließ, um darüber zu improvisieren.
Er schloss ein MXR-Digital-Delay-Effektgerät an einen der beiden Verstärker an, um ein Vibrato zu erzeugen. Er selbst sagte, es klinge beinahe wie ein Flanger.

### Werkausgaben
- Jaco Pastorius Greatest Jazz Fusion Bass Player Bass: Noten für Bass-Gitarre. Hal Leonard Europe 2002, ISBN 978-0-634-01768-1.
- Jon Liebman: Play Like Jaco Pastorius: The Ultimate Bass Lesson. Hal Leonard 2016, ISBN 978-1-4803-9245-8.

### Lexikalische Einträge
- Ian Carr, Digby Fairweather, Brian Priestley: Rough Guide Jazz. Der ultimative Führer zur Jazzmusik. 1700 Künstler und Bands von den Anfängen bis heute. Metzler, Stuttgart/Weimar 1999, ISBN 3-476-01584-X. (S. 500–501)
- Leonard Feather, Ira Gitler: The Biographical Encyclopedia of Jazz. Oxford University Press, New York 1999, ISBN 0-19-532000-X. (S. 517)
- Wolf Kampmann (Hrsg.), unter Mitarbeit von Ekkehard Jost: Reclams Jazzlexikon. Reclam, Stuttgart 2003, ISBN 3-15-010528-5.
- Martin Kunzler: Jazz-Lexikon. Band 2: M–Z. (= rororo-Sachbuch. Band 16513). 2. Auflage. Rowohlt, Reinbek bei Hamburg 2004, ISBN 3-499-16513-9.

## Dokumentarfilm
- Jaco, Dokumentarfilm, USA 2014, Regie: Stephen Kijak, Paul Marchand[74]